# Selección masculina de hockey sobre hierba de Nueva Zelanda

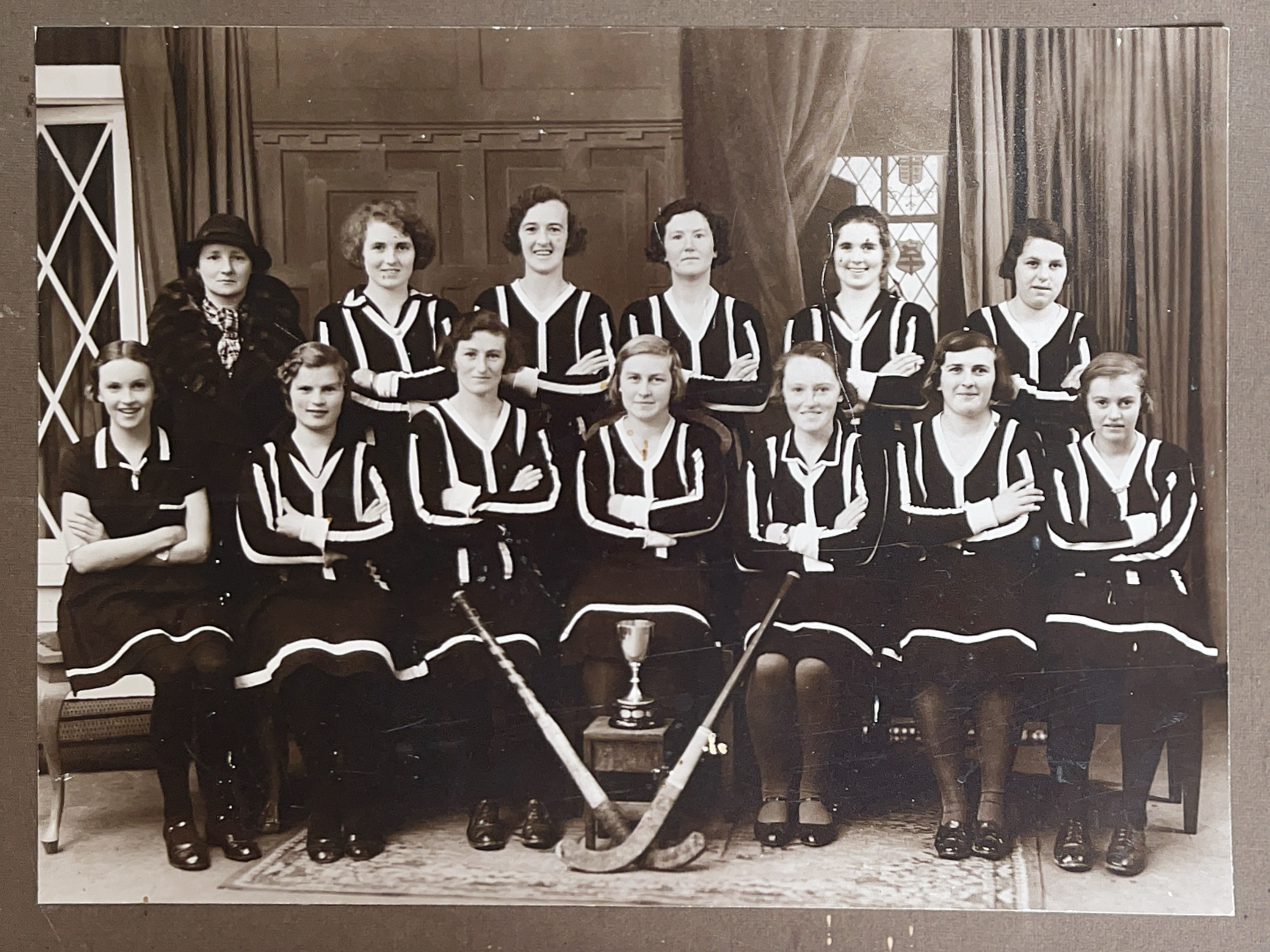
Foto de la selección masculina de hockey.

La selección masculina de hockey sobre hierba de Nueva Zelanda es el equipo de hockey sobre césped que representa a Nueva Zelanda en las competiciones internacionales.

## Resultados

### Juegos Olímpicos
- Melbourne 1956: 6.º
- Roma 1960: 5.º
- Tokio 1964: 13.º
- México 1968: 7.º
- Múnich 1972: 9.º
- Montreal 1976:
- Los Ángeles 1984: 7.º
- Barcelona 1992: 8.º
- Atenas 2004: 6.º
- Pekín 2008: 7.º
- Londres 2012:  9.º
- Río de Janeiro 2016: 7.º

### Campeonato Mundial
- 1973: 7.º
- 1975: 7.º
- 1982: 7.º
- 1986: 9.º
- 1998: 10.º
- 2002: 9.º
- 2006: 8.º
- 2010: 9.º
- 2014: 7.º

### Juegos de la Mancomunidad
- 1998: 6.º
- 2002:
- 2006: 5.º
- 2010:
- 2014: 4.º

### Liga Mundial
- 2012-13:
- 2014-15: 11.º

### Champions Trophy
- 1978: 4.º
- 1983: 6.º
- 1984: 5.º
- 2004: 6.º
- 2010: 5.º
- 2011: 4.º
- 2012: 7.º

### Champions Challenge
- 2003: 4.º
- 2007:
- 2009:
- 2014: 5.º

### Copa de Oceanía
- 1999:
- 2001:
- 2003:
- 2005:
- 2007:
- 2009:
- 2011:
- 2013:
- 2015:

### Copa Sultan Azlan Shah
- 1991: 4.º
- 1995:
- 1996: 4.º
- 1998: 6.º
- 2000: 6.º
- 2003:
- 2005: 4.º
- 2006: 4.º
- 2008:
- 2009:
- 2011: 4.º
- 2012:
- 2013: 4.º